# あるあるネタ
あるあるネタとは、日常生活などで多くの人が経験しているような身の回りの些細なことを挙げたり、観客の共感を得ることで笑いを誘う演芸などの手法のひとつである。

## 概要
中山涙はあるあるネタの起源について、1980年代初頭にビートたけしが「学校に一人はいるこういうやつ」「テレビドラマにありがちなこういう場面」というネタを漫才や漫談、ラジオのフリートークに取り入れるようになり、方法論としてフォーマットを整えたと指摘する。その背景には、テレビの普及により若者たちの間にテレビ番組が共通体験化したという要因があった。そこから雑誌やラジオの投稿コーナーに広がり、ホイチョイ・プロダクションズ『見栄講座』、とんねるず（及びその周辺の放送作家）を経て現在の若手芸人のネタなどに定着したと分析している。
心理学者の竹内龍人は『テベ・コンヒーロ』（2012年6月5日放送分）の取材の中で、まれな出来事ほど脳がエピソード記憶として印象強く処理するため「よくあること」のように感じやすく、「あるあるネタ」と称されるものは一般にそのケースに当てはまることが多いとコメントしている。
また「あるあるネタ」という名称の語源は、TBSで放送されていたクイズ番組「クイズ100人に聞きました」（1979年 - 1992年）にて正解判定時に使われていた「ある!ある!ある!」というコールという指摘もある。インターネット上では1995年に使用されている例に遡れる。
オーストラリア出身のお笑い芸人チャド・マレーンは、あるあるネタは日本的なお笑いのジャンルだと指摘している。欧米の国々では人種や階層が多様なため、共通意識を持つということ自体がそもそも難しい。自分がよく知るタイプの人やシチュエーション、その昔に経験したことをネタにされたら笑うし、実際、特定の人たちに向けたコメディにはそういう「あるある」ネタも盛り込まれるが、結局みんなの「あるある」がバラバラなため、ほかへ行っても通じずジャンルとして確立しないという。

## あるあるネタを持ちネタにする主な人物
- いつもここから[5]
- ふかわりょう[6][7]
- つぶやきシロー[8]
- テツandトモ[9]
- レイザーラモンRG[10][11]
- レギュラー[12][13]
- 土佐兄弟[14][15]
- バンカラジオ[16]
- 嘉門タツオ[17]